# Elizabeth Clare Prophet

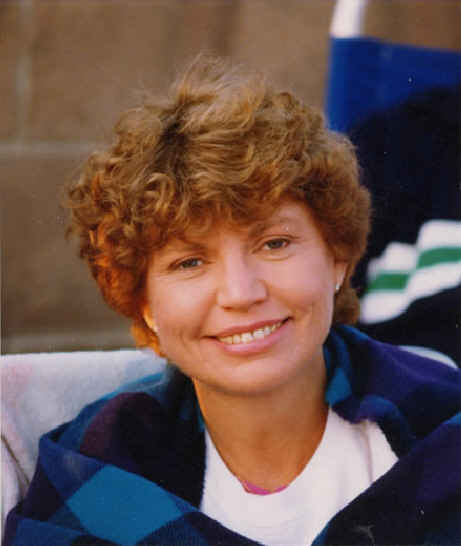
Elizabeth Clare Prophet, 1984

Elizabeth Clare Prophet, geborene Wulf, auch Guru Ma genannt (* 8. April 1939 in Long Branch, New Jersey; † 15. Oktober 2009 in Bozeman, Montana), war eine US-amerikanische Predigerin, Schriftstellerin und Verlegerin der New-Age-Bewegung. 1973 übernahm sie von ihrem Mann Mark L. Prophet (1918–1973) die Führung der internationalen religiösen Bewegung The Summit Lighthouse und deren Verlag Summit University Press. Im gleichen Jahr erweiterte sie in Berkeley (Kalifornien) die Summit University (vormals Ascended Master University) als Trainingszentrum der Bewegung. 1975 gründete sie die Kirche Church Universal and Triumphant (CUT), in die sie die Bewegung The Summit Lighthouse integrierte. Der Kirche stand sie bis 1996 als Vorsitzende und bis 1999 als spirituelles Oberhaupt (Guru) vor.

## Leben
Prophet wurde als Tochter des deutschstämmigen Ehepaars Hans und Fridy Wulf im amerikanischen Bundesstaat New Jersey geboren. Während des Zweiten Weltkriegs wuchs sie in der Gemeinde Red Bank (New Jersey) auf. Ihr bürgerliches Elternhaus, das durch Alkoholprobleme ihres lutherisch getauften Vaters und eheliche Spannungen belastet war, beschrieb sie in ihren späteren Memoiren als streng und religiös indifferent. Eine frühe religiöse Prägung erhielt sie von ihrer katholisch getauften Mutter und deren sozialen Umfeld, das der Christian-Science-Lehre anhing. Weitere Interessengebiete ihrer Mutter übten einen Einfluss auf sie aus, etwa das Interesse für die theosophischen Lehren der Alice Bailey und des Guy Ballard über die Ascended Masters einer Großen Weißen Loge („Great White Brotherhood“) und sogenannte „I AM“ Activity. Früh begann sich Prophet für östliche Religionen zu interessieren, insbesondere für Buddhismus, Hinduismus, Konfuzianismus und Daoismus.
1957 beschloss sie ihre Schulausbildung an der Red Bank Regional High School. Anschließend studierte sie bis März 1959 am Antioch College in Yellow Springs (Ohio), wo sie vor allem Veranstaltungen der Fächer Politikwissenschaften und Wirtschaft belegte. Im Herbst 1958 hatte sie während dieser Zeit ein Praktikum beim UN-Fotografen Leo Rosenthal. In jener Zeit lernte sie den „Christian Science practitioner“ Charles M. Carr kennen, dem Heilkräfte bei der Behandlung von Krankheiten zugeschrieben wurden. Im August 1959 bewarb sie sich um eine Aufnahme in seine Klasse, um selbst ein „practitioner“ zu werden. Im Herbst 1959 wechselte sie an die Tufts University in Boston. Dort belegte sie auch Kurse im Fach Psychologie. Außerdem trat sie eine Stelle bei der Organisation Christian Science und deren Organ, dem Christian Science Monitor, an. In diesem Milieu lernte sie den fünf Jahre älteren Dag Ytreberg kennen, das Kind norwegischer Einwanderer, den sie bald darauf heiratete. Die Ehe währte nur kurz.
Im August 1961 beendete sie ihr Studium im Fach Politikwissenschaften mit dem Abschluss Bachelor of Arts. Im Frühjahr desselben Jahres, am 22. April 1961, hatte sie bei einer esoterischen Veranstaltung über das Thema The Ascended Masters den sich selbst als Propheten bezeichnenden Mark L. Prophet kennengelernt, einen Prediger, der in den 1950er Jahren der New-Age-Kirche The Bridge to Freedom angehört hatte. Am Folgetag teilte sie ihm mit, dass sie ein Mitglied und Schülerin seiner Organisation werden wolle. Im August 1961 zog sie zu ihm nach Washington, D.C., 1963 heirateten sie, nachdem sie sich von ihren bisherigen Ehepartnern hatten scheiden lassen. Zusammen mit ihrem Mann verwaltete sie die New-Age-Organisation The Summit Lighthouse (vormals The Lighthouse of Freedom), die am 7. August 1958 von ihm gegründet worden war und 1966 ihr Zentrum nach Colorado Springs verlegte. 1970/1971 gründeten sie Montessori International, eine Schule nach Gesichtspunkten der Montessoripädagogik. Nach dem Tod ihres Mannes gliederte Elizabeth Clare Prophet die Organisation in die von ihr gegründete Church Universal and Triumphant ein. Der neue Name tauchte bereits 1974 auf und war angeblich göttlich eingegeben. 1975 folgte die förmliche Gründung einer Kirche unter diesem Namen, um eine Steuerbefreiung in Anspruch nehmen zu können.
In dem 1972 veröffentlichten Buch Climb the Highest Mountain: The Path of the Higher Self legten sie Auffassungen ihrer neureligiösen Bewegung gemeinsam dar. Ihre Weltanschauung geht von göttlichen Anordnungen („dictations“) aus, die an sie als erwählte Boten („appointed Messengers“) von den Meistern der Weisheit („Ascended Masters“) übermittelt wurden und werden. Zu diesen Meistern zählten sie etwa Jesus Christus, Buddha, Herkules, den Erzengel Michael, den Grafen von Saint Germain und die Figur des Gurus und Mahātmās El Morya, welche auf Helena Petrovna Blavatsky und die Theosophische Gesellschaft zurückgeht. Die erwählten Boten vertraten nicht nur den Anspruch, die göttlichen Anordnungen durch Eingebungen erhalten zu haben, auch gaben sie vor, die Reinkarnation einiger Meister zu sein. Die Mitglieder der Kirche hatten die von ihnen vorgegebenen  Verhaltensregeln („Code of Conduct“) strikt zu befolgen. Diese Regeln verlangten ihnen einen quasi klösterlichen Lebensstil ab. Hierzu gehörten bestimmte Haarschnitte und Zeremonien, eine Beschallung mit spiritueller Musik, eine unbeschränkte zeitliche Verfügbarkeit und unbedingter Gehorsam. In politischer Hinsicht trugen die erwählten Boten ihren Adepten die Gefahren einer kapitalistisch-kommunistischen Weltverschwörung („Capitalist Communist Conspiracy“) und einer unheilvollen Tätigkeit von Geheimgruppen wie den Illuminaten vor, als deren Ergebnis eine Übernahme der Weltwirtschaft und der Ausbruch eines Nuklearkriegs in einer Endzeitkatastrophe zu befürchten sei. Als Maßnahme gegen diese Gefahren etablierte Mark L. Prophet bereits in den frühen 1970er Jahren ein Konzept, das er „Operation Christ Command (OCC)“ nannte. Nach diesem Konzept wurden die Mitglieder angehalten, Überlebensausrüstungen von der Kirche zu kaufen sowie in Gold und Lebensmittelvorräte zu investieren, die in Bunkern aufzubewahren seien. Zukünftige Ereignisse wurden von der Kirche mittels einer kosmischen Uhr („Cosmic Clock“) in einer Astrologie bestimmt, bei der die „Ascended Masters“ bestimmte „Häuser“ repräsentieren.
1973, kurz nach dem Tod ihres zweiten Gatten, heiratete Elizabeth Clare Prophet in einer privaten Zeremonie Randall Kosp, ein zwölf Jahre jüngeres Kirchenmitglied, das seinen Nachnamen später in King änderte. Nachdem sich King mit Prophet 1980 überworfen hatte, verließ und verklagte er seine Gruppe. Eine Abfindung wurde ihm 1987 zugesprochen. 1977 verlegte die Kirche ihren Mittelpunkt nach Pasadena (Kalifornien). Im Folgejahr errichtete sie ein Zentrum namens Camelot in Calabasas (Kalifornien), das 1986 an die neureligiöse Bewegung Sōka Gakkai veräußert und verlegt wurde, nachdem über die Kirche kritische Artikel und Fernsehberichte erschienen waren, ihr am Altstandort Baugenehmigungen verweigert worden waren und sie 1981 das 12.000 Acre große Anwesen des Verlegers Malcolm Forbes in Montana gekauft hatte. Um den Kaufpreis von rund sieben Millionen Dollar aufzubringen, wurden die Kirchenmitglieder angehalten, so viel wie möglich zu sparen und zu spenden. In dieser Zeit hatte Prophet ein weiteres Mal geheiratet, Edward Francis, einen Amtsträger ihrer Kirche. 1982 forderte Prophet aufgrund einer Eingebung, die sie vom Erzengel Michael erhalten haben wollte, ihre Kirchenmitglieder auf, sich zu bewaffnen und sich in Montana zu versammeln, um sich so auf ein bedrohliches Ereignis vorzubereiten, das auf den 1. Januar 1987 terminiert sei.
Seit den späten 1980er Jahren bereiteten sich Elizabeth Clare Prophet und ihre Anhänger verstärkt auf einen atomaren Angriff der Sowjetunion auf die Vereinigten Staaten vor. Um diesen Angriff, der in ihrer antikommunistischen und spirituell-patriotischen Sichtweise als eine Entscheidungsschlacht im kosmischen Kampf der Kräfte von Licht und Finsternis erschien, zu überleben, zogen sich mehrere tausend Anhänger der Church Universal and Triumphant aus den Vereinigten Staaten und aus dem Ausland in die Anlage Royal Teton Ranch am Rande des Yellowstone-Nationalparks nahe Corwin Springs (Montana) zurück. Dort begannen sie in unterirdischen Bunkern Waffen, Nahrungsmittel und Kleidung zu horten. Für dieses Unterfangen gaben einige ihren Arbeitsplatz auf und setzten ihr ganzes Vermögen ein. Am 15. März 1990 begaben sich die Kirchenanhänger unter reger Berichterstattung überregionaler Medien in die Bunker. Als der bis zum 23. April 1990 erwartete Atomangriff der Sowjetunion und das Harmagedon ausblieben, wuchsen Streitigkeiten unter den Kirchenanhängern, deren Reputation schwer beschädigt war, sowie zwischen ihnen und Einheimischen, denen der merkwürdige Kult und die Bewaffnung der Kirche seit langem fragwürdig und nicht geheuer war. Viele enttäuschte Mitglieder verließen die Kirche. Unter dem Namen The Temple of the Presence gründeten einige von ihnen um 1996 eine neue, weltanschaulich jedoch gleiche Bewegung, die sich in Chelsea (Vermont) niederließ. Die Unruhe legte sich allmählich; 1993 schwoll sie allerdings zwischenzeitlich wieder an, als Nachrichten über eine Belagerung und Stürmung eines Gebäudes der Religionsgemeinschaft Branch Davidians erneut Befürchtungen nährten. Einen Streit mit der US-Regierung konnte die Kirche beilegen, indem sie auf das Horten von Waffen verzichtete. Im Gegenzug erhielt die Kirche den Status der Steuerbefreiung zurück. 1996 übergab Prophet die Kirchenleitung, die sie unter Beteiligung ihrer engsten Familienmitglieder ausgeübt hatte, an einen Vorstand mit Gilbert Cleirbaut als Vorsitzenden und Direktoren, um sich auf die Rolle einer spirituellen Führerin zu beschränken. Unter der neuen Leitung wurden Grundstücke und Immobilien im Wert von rund 13 Millionen Dollar verkauft, Beschäftigte entlassen sowie Einrichtungen aufgegeben, um die Kirche finanziell zu konsolidieren. Im November 1996 gab Prophet die Scheidung von Edward Francis bekannt. Diese Nachricht desillusionierte eine Reihe von Kirchenmitgliedern, denen erklärt worden war, dass die Ehe göttlich inspiriert worden sei. 1999 zog sich Prophet aus gesundheitlichen Gründen weiter zurück, nachdem im November 1998 eine Alzheimer-Erkrankung diagnostiziert worden war. Als sie zehn Jahre später verstarb, hinterließ sie fünf Kinder.
Für ihre Prophezeiung, die Welt würde im Jahr 1990 enden, erhielt sie 2011 den Ig-Nobelpreis in der Sparte Mathematik.

## Veröffentlichungen (Auswahl)

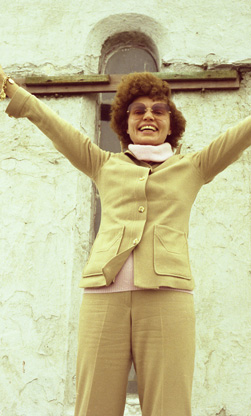
Elizabeth Clare Prophet, 1980

- 1972: Climb the Highest Mountain: The Path of the Higher Self (zusammen mit Mark L. Prophet)
- 1984: The Lost Years of Jesus
- 1988: Pearls of Wisdom
- 1990: St. Germain: Prophecy to the Nations
- 1996: The Human Aura
- 1997: Reincarnation: The Missing Link in Christianity. Deutsch (übersetzt von Manfred Miethe): Reinkarnation. Das unterdrückte Geheimnis des Christentums
- 1997: Violet Flame to Heal Body, Mind and Soul
- 1998: How to Work with Angels
- 2001: Karma and Reincarnation: Transcending Your Past, Transforming Your Future (zusammen mit Patricia R. Spadaro)
- 2002: Community: A Journey Into the Heart of Community
- 2004: Predict Your Future
- 2009: In My Own Words: Memoirs of a Twentieth-Century Mystic (Memoiren)